# Brug 965
Brug 965 is een bouwkundig kunstwerk in Amsterdam-Noord.
De vaste brug van zes meter lengte voor voetgangers en fietsers vormt de verbinding tussen de Buikslotermeerdijk en de wijk, die bekend staat onder de naam Plan van Gool. De brug werd vanaf september 1969 gebouwd (eerste paalfundering), in november konden de stalen leuningen besteld worden in Volendam. Deze brug maakte deel uit van de bouw (en aanpassing) van een serie bruggen in Amsterdam-Noord. Brug 432, Brug 950, brug 951, brug 958, brug 962, brug 963, brug 964, brug 965 en brug 966, waarbij bruggen 965 en 966 qua ontwerp zusjes zijn. Het ontwerp is afkomstig van Dirk Sterenberg werkend bij de Dienst der Publieke Werken. De brug heeft meer de vorm van een duiker, die deels boven het water uitsteekt. De brug maakt geen deel uit van een serie bruggen, die Sterenberg ook wel voor Noord ontwierp. Die serie wordt gekenmerkt door leuningen van staal op stalen balusters. Hier bestaat de leuning voor het grootste deel uit een betonnen balk.

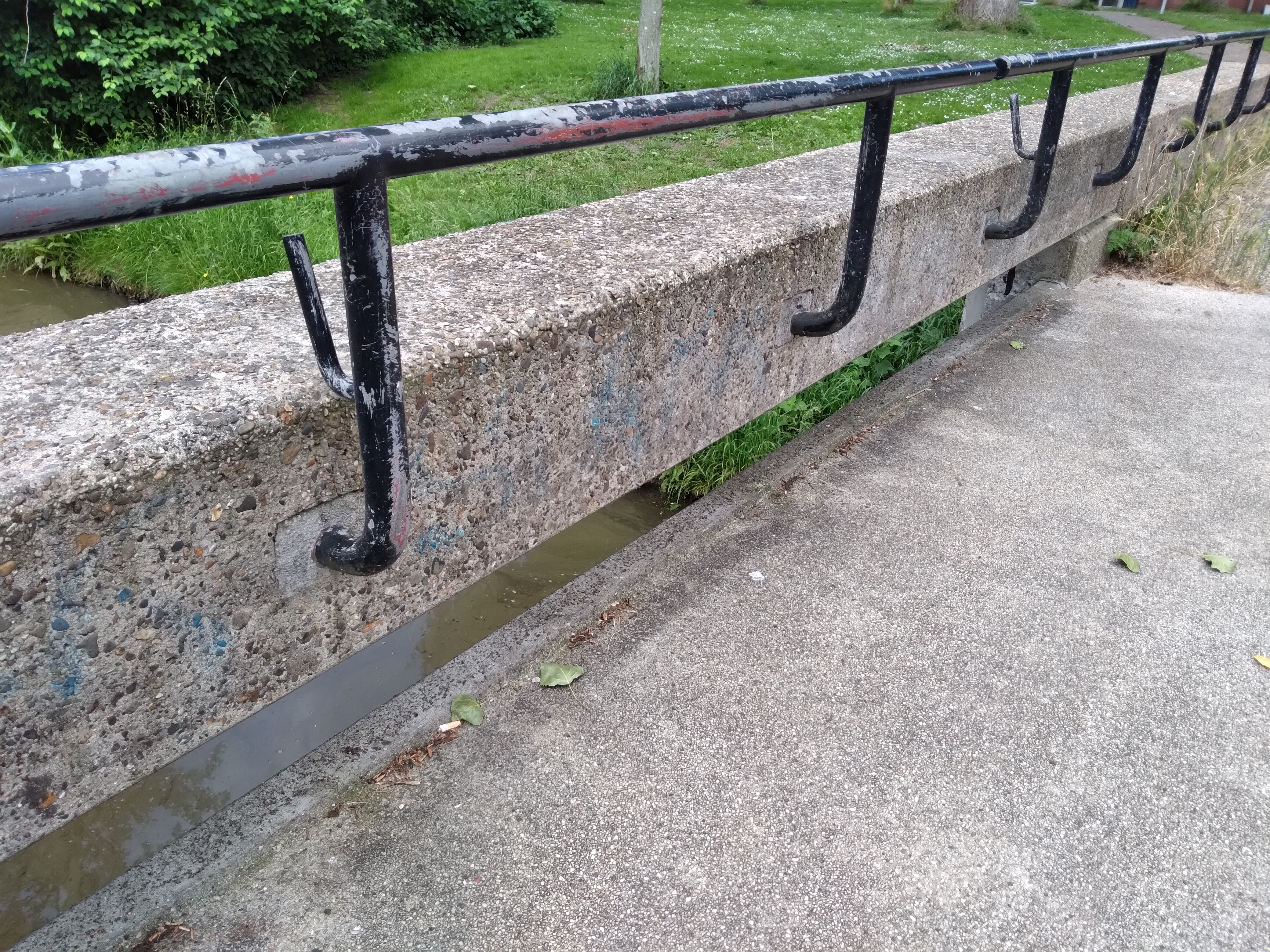
Leuning met houder reddingsstok (juli 2021)

<<< · 900 · 901 · 904 · 905 · 906 · 907 · 908 · 909 · 912 · 913 · 914 · 915 · 916 · 917 · 918 · 919 · 920 · 923 · 924 · 930 · 932 · 933 · 934 · 935 · 936 · 937 · 939 · 943 · 944 · 945 · 946 · 947 · 948 · 949 · 950 · 951 · 952 · 953 · 954 · 956 · 957 · 958 · 959 · 960 · 961 · 962 · 963 · 964 · 965 · 966 · 967 · 968 · 970 · 971 · 972 · 973 · 974 · 975 · 978 · 979 ·  980 · 981 · 984 · 985 · 986 · 987 · 988 · 989 · 990 · 991 · 992 · 993 · 994 · 995 · 996 · 997 · 998 · 999 · >>>
Brugnummers  902, 903, 910, 911, 920, 921, 922, 925, 926, 927, 928, 929, 931, 937, 938, 940, 941, 942, 955, 969, 976, 977, 982, 983 zijn niet (meer) vergeven.